# Гидроксид галлия
Гидроксид галлия — неорганическое соединение, гидроксид металла галлия с формулой Ga(OH)3, белое аморфное вещество, не растворяется в воде.

## Получение
- Взаимодействием металлического галлия с горячей водой:

{\displaystyle {\mathsf {2Ga+6H_{2}O\ {\xrightarrow {T}}\ 2Ga(OH)_{3}\downarrow +3H_{2}\uparrow }}}
- Осаждение щёлочью растворимой соли галлия:

{\displaystyle {\mathsf {Ga(NO_{3})_{3}+3NaOH\ {\xrightarrow {}}\ Ga(OH)_{3}\downarrow +3NaNO_{3}}}}

## Физические свойства
Гидроксид галлия — белое аморфное вещество, нерастворимое в воде, при нагревании разлагается.

## Химические свойства
- При нагревании ступенчато разлагается:

{\displaystyle {\mathsf {Ga(OH)_{3}\ {\xrightarrow[{-H_{2}O}]{80-400^{o}C}}\ GaO(OH)\ {\xrightarrow {}}\ Ga_{2}O_{3}\cdot H_{2}O\ {\xrightarrow[{-H_{2}O}]{540-600^{o}C}}\ Ga_{2}O_{3}}}}
- Реагирует с кислотами:

{\displaystyle {\mathsf {Ga(OH)_{3}+3HCl\ {\xrightarrow {}}\ GaCl_{3}+3H_{2}O}}}
- и щелочами:

{\displaystyle {\mathsf {Ga(OH)_{3}+NaOH\ {\xrightarrow {}}\ Na[Ga(OH)_{4}]}}}
{\displaystyle {\mathsf {Ga(OH)_{3}+NaOH\ {\xrightarrow {250^{o}C}}\ NaGaO_{2}+2H_{2}O}}}
- В концентрированном холодном растворе аммиака образует тетрагидроксогаллат аммония[1]:

{\displaystyle {\mathsf {Ga(OH)_{3}+NH_{3}*H_{2}O\ \xrightarrow {} \ NH_{4}[Ga(OH)_{4}]}}}